# St. Franziskus (Sömmerda)

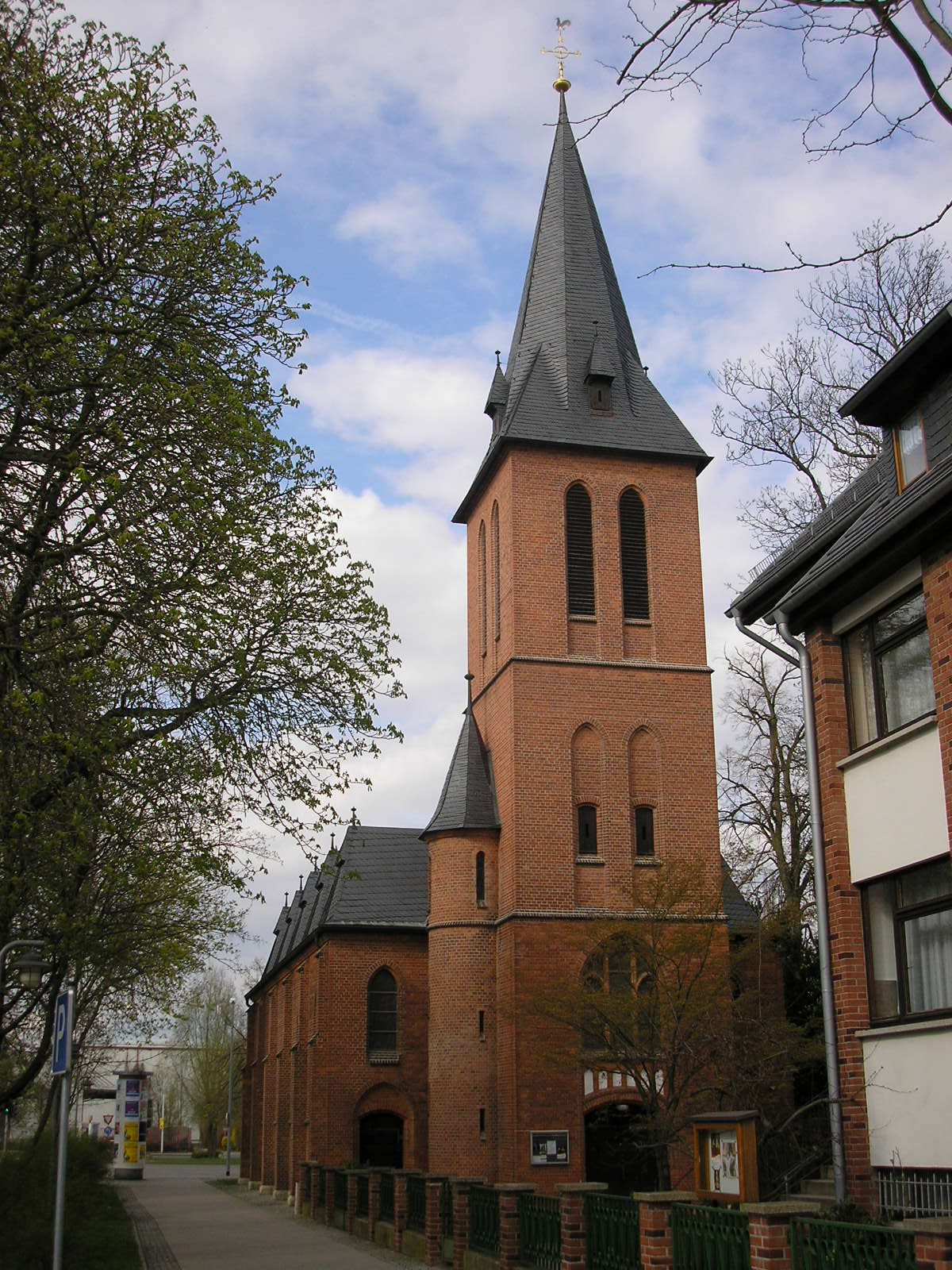
St. Franziskus

Die römisch-katholische Pfarrkirche St. Franziskus steht in Sömmerda im thüringischen Landkreis Sömmerda. Sie ist die Pfarrkirche der Pfarrei St. Franziskus Sömmerda im Dekanat Nordhausen des Bistums Erfurt und trägt das Patrozinium des heiligen Franz von Assisi.

## Geschichte
Die nach Norden ausgerichtete dreischiffige Hallenkirche entstand 1893 im Baustil der Neugotik aus sichtbaren roten Mauerziegeln. Sie ersetzte die 1682 errichtete Fachwerkkirche.
Seit dem 1. Juli 2012 gehören zur Pfarrei Sömmerda neben den Kirchengemeinden Bachra, Heldrungen, Kölleda, Sömmerda und Weißensee auch die Kirchengemeinden Artern, Bad Frankenhausen, Donndorf, Greußen, Heygendorf, Roßleben und Wiehe.

## Architektur
Ihr schlanker, mit einem achtseitigen, spitzen, schiefergedeckten Helm versehene Kirchturm steht im Süden. Der eingezogene Chor im Norden hat einen polygonalen Abschluss.
Die Innengliederung des Kirchenraums ist im Unterschied zu Mauern und Fenstern nicht neugotisch; schlichte Holzpfeiler stützen eine ebenso schlichte flache Balkendecke und teilen den Raum in ein breites Mittelschiff und zwei schmale Seitenschiffe.

## Ausstattung
Zur Kirchenausstattung gehört eine Mondsichelmadonna, die um 1490 in Süddeutschland entstand.

## Orgel
Die Orgel mit 20 Registern, verteilt auf zwei Manuale und  Pedal, wurde 1966 von Lothar Heinze gebaut.

## Glocken
Im Kirchturm von St. Franziskus hängt ein vierstimmiges Glockengeläut mit dem Läutemotiv Salve Regina. Die Glocken aus Bronze wurden 2003 von der Glockengießerei Bachert in Bad Friedrichshall gegossen.
| Glocke | Name                            | Gewicht | Durchmesser | Schlagton |
| ------ | ------------------------------- | ------- | ----------- | --------- |
| 1      | Christusglocke                  | 1036 kg | 1139 mm     | ges′      |
| 2      | Marienglocke                    | 561 kg  | 917 mm      | b′        |
| 3      | Franziskusglocke                | 363 kg  | 784 mm      | des″      |
| 4      | Elisabeth- und Bonifatiusglocke | 255 kg  | 704 mm      | es″       |